# Trilobietachtigen
De Trilobitomorpha (trilobietachtigen) vormen een onderstam in de stam der geleedpotigen (Arthropoda). Oorspronkelijk bestond het uit een verzameling van speciale soorten, die meestal afkomstig waren uit het Vroeg-Cambrium. Nochtans zijn vele bekende fossielen niet verwant met de trilobieten, en in vele gevallen werden ze niet aan elkaar gelinkt, maar in verschillende afzonderlijke onderordes geplaatst. Alle ordes zijn reeds uitgestorven.

## Bouw
Het lichaam van deze soorten bestaat uit drie delen: twee laterale zones en een centrale zone. Ze werden minimaal 5 millimeter en maximaal 75 centimeter lang.

## Taxonomie
- Klasse Trilobita
  - Orde Agnostida
  - Orde Redlichiida
  - Orde Corynexochida
  - Orde Lichida
  - Orde Phacopida
  - Orde Proetida
  - Orde Asaphida
  - Orde Harpetida
  - Orde Ptychopariida
  - Orde Odontopleurida